# Current Mood
Current Mood — третий студийный альбом американского кантри-певца Дастина Линча. Он был выпущен 8 сентября 2017 года на лейбле Broken Bow Records. В альбом вошли синглы «Seein' Red», «Small Town Boy» и «I’d Be Jealous Too». Первые два сингла достигли первого места в чарте Country Airplay.
Альбом получил положительные отзывы критиков.

## История
В преддверии выхода альбома Линч опубликовал в Twitter свои фотографии в футболках с текстами и названиями песен альбома. Также было выпущено три сингла: «Seein' Red», «Small Town Boy» и «I’d Be Jealous Too». Первые два сингла достигли первого места в чарте Billboard Country Airplay, а «Small Town Boy» стал самым быстрорастущим синглом в его карьере и провёл четыре недели на вершине чарта. «I’d Be Jealous Too» был выпущен в качестве третьего сингла в октябре 2017 года.
Карен Фэйрчайлд из группы Little Big Town появилась на треке «Love Me or Leave Me Alone», написанном Дастином Кристенсеном.

## Отзывы
| Оценки критиков | Оценки критиков |
| Источник        | Оценка          |
| --------------- | --------------- |
| Allmusic        | [ 1 ]           |

Альбом получил положительные отзывы критиков. Стивен Томас Эрлевайн из Allmusic отметил, что Current Mood полностью соответствует современным кантри-тенденциям. А именно «…изобилует R&B и глянцевыми электронными звуками — звучание, которое напоминает мейнстримовую поп-музыку в той же степени, что и кантри. Он не только выглядит расслабленным и уверенным в себе, но и современный R&B открывает двери для старомодного соул-медляка „Love Me or Leave Me Alone“, дуэта с Карен Фэйрчайлд. В целом, Линчу лучше удаётся романтический материал — песни для вечеринок „I Wish You Were Beer“ и „Party Song“ уходят в сторону кукурузы, как и „Why Not Tonight“, но её спасает причудливый кантри-фьюжн Weezer — но, к счастью, альбом отдаёт предпочтение балладам и медленным поп-мелодиям, что позволяет Линчу продемонстрировать своё непринуждённое обаяние».

## Коммерческий успех
Альбом дебютировал в чарте Billboard Top Country Albums на втором месте с тиражом в 27 000 проданных экземпляров, что в общей сложности составило 36 000 единиц, включая потоковые трансляции и треки. На следующей неделе было продано ещё 6 100 экземпляров. По состоянию на октябрь 2018 года в США было продано 79 800 экземпляров.

## Список композиций
| №   | Название                                                 | Автор(ы)                                            | Producer           | Длительность |
| --- | -------------------------------------------------------- | --------------------------------------------------- | ------------------ | ------------ |
| 1.  | «I'd Be Jealous Too»                                     | Dustin Lynch Ross Copperman Jon Nite                | Copperman          | 3:05         |
| 2.  | «Seein' Red»                                             | Tully Kennedy Kurt Allison Steve Bogard Jason Sever | Mickey Jack Cones  | 3:14         |
| 3.  | «Small Town Boy»                                         | Rhett Akins Ben Hayslip Kyle Fishman                | Zach Crowell       | 3:26         |
| 4.  | «Why We Call Each Other»                                 | Lynch Lee Thomas Miller Copperman                   | Copperman          | 3:21         |
| 5.  | «Here We Come»                                           | Lynch Crowell Nite                                  | Crowell            | 3:25         |
| 6.  | «Love Me or Leave Me Alone» (при участии Карен Файрчилд) | Dustin Christensen Chris Gelbuda                    | Copperman          | 4:05         |
| 7.  | «Back on It»                                             | Brent Anderson Will Weatherly Smith Ahnquist        | Anderson Weatherly | 3:29         |
| 8.  | «I Wish You Were Beer»                                   | Nite Josh Osborne Justin Ebach                      | Copperman          | 3:07         |
| 9.  | «State Lines»                                            | Lynch Kyle Fishman Andy Albert                      | Cones              | 3:11         |
| 10. | «Party Song»                                             | Brett Tyler Craig Wiseman Morgan Wallen             | Cones              | 3:13         |
| 11. | «New Girl»                                               | Lynch Crowell Ashley Gorley                         | Crowell            | 3:39         |
| 12. | «Why Not Tonight»                                        | Lynch Jimmy Robbins Nite                            | Copperman          | 3:06         |
| 13. | «Sun Don't Go Down on That»                              | Lynch Copperman Nite                                | Copperman          | 3:24         |

## Чарты

### Еженедельные чарты
| Чарт (2017—2018)                   | Высшая позиция |
| ---------------------------------- | -------------- |
| Австралия (ARIA)                   | 34             |
| Канада (Canadian Albums Chart)     | 25             |
| США Billboard 200                  | 7              |
| США (Billboard Top Country Albums) | 2              |
| США (Billboard Independent Albums) | 3              |

### Годовые итоговые чарты
| Чарт (2017)                        | Позиция |
| ---------------------------------- | ------- |
| США Top Country Albums (Billboard) | 47      |
| США Independent Albums (Billboard) | 27      |
| Чарт (2018)                        | Позиция |
| США Top Country Albums (Billboard) | 31      |